# Брониківська сільська рада
Брониківська сільська рада — орган місцевого самоврядування Брониківської сільської громади Звягельського району Житомирської області з розміщенням у с. Романівка.

## Склад ради

### VIII скликання
Рада складається з 22 депутатів та голови.
25 жовтня 2020 року, на чергових місцевих виборах, було обрано 22 депутати ради, з них (за суб'єктами висування): самовисування — 14, «Слуга народу», «За майбутнє» та «Наш край» — по 2, Всеукраїнське об'єднання «Батьківщина» та «Європейська Солідарність» — по 1.
Головою громади вчергове обрали позапартійну самовисуванку Надію Залевську.

### Перший склад ради громади (2017р.)
Перші вибори депутатів ради громади та сільського голови відбулись 29 жовтня 2017 року.
Було обрано 25 депутатів (13 — самовисування, 7 — від Народної партії та 5 — Всеукраїнське об'єднання «Батьківщина». У виборчому окрузі № 7 було призначено повторне голосування.
Сільським головою обрали членкиню Народної партії, самовисуванку Надію Залевську, тодішнього Брониківського сільського голову.
19 листопада 2017 року було обрано депутата від 7-го округу — ним став кандидат від Народної партії.

## Керівний склад сільської ради
| ПІБ                            | Основні відомості                                                                     | Суб'єкт висування | Дата обрання | Дата звільнення |
| ------------------------------ | ------------------------------------------------------------------------------------- | ----------------- | ------------ | --------------- |
| Стрільчук Василь Трохимович    | Сільський голова, 1947 року народження, освіта, безпартійний                          |                   | 26.03.2006   | 01.02.2008      |
| Страдецька Валентина Василівна | Сільський голова, 1975 року народження, освіта, член Народної партії                  |                   | 01.06.2008   | 31.10.2010      |
| Залевська Надія Федорівна      | Сільський голова, 1962 року народження, освіта незакінчена вища, член Народної партії |                   | 31.10.2010   |                 |
| Залевська Надія Федорівна      | Сільський голова, 1962 року народження, освіта вища, член Народної партії             | Самовисування     | 29.10.2017   | 25.10.2020      |
| Залевська Надія Федорівна      | Сільський голова, 1962 року народження, освіта вища, безпартійна                      | Самовисування     | 25.10.2020   |                 |

Примітка: таблиця складена за даними джерела

## Історія
Утворена 1923 року в складі с. Броники та колонії Марушівка Романовецької волості Новоград-Волинського повіту Волинської губернії. 22 лютого 1924 року кол. Марушівка увійшла до складу новоствореної Марушівської сільської ради Новоград-Волинського району.
Відповідно до інформації довідника «Українська РСР. Адміністративно-територіальний поділ», станом на 1 вересня 1946 року сільрада входила до складу Новоград-Волинської міської ради Житомирської області, на обліку в раді перебувало с. Броники.
11 серпня 1954 року до складу ради увійшли села Марушівка, Кропивня та Роботище ліквідованих Марушівської, Кропивнянської та Роботищенської сільських рад Новоград-Волинської міської ради, 5 березня 1959 року — с. Кам'яний Майдан Черницької сільської ради Новоград-Волинського району, 1961 року — с. Болярка Барвинівської сільської ради Новоград-Волинського району 13 липня 1972 року — с. Миколаївку Несолонської сільської ради Новоград-Волинського району Житомирської області.
Станом на 1 січня 1972 року сільська рада входила до складу Новоград-Волинського району Житомирської області, на обліку в раді перебували села Броники, Болярка, Кам'яний Майдан, Кропивня та Марушівка.
12 серпня 1974 року села Болярка, Кам'яний Майдан та Миколаївка були передані до складу відновленої Кам'яномайданської сільської ради; підпорядковано с. Романівка Федорівської сільської ради Новоград-Волинського району.
До 2017 року — адміністративно-територіальна одиниця у Новоград-Волинському районі Житомирської області з підпорядкованими селами Броники, Кропивня, Марушівка, Романівка.
Входила до складу Новоград-Волинського району (7.03.1923 р., 4.01.1958 р.) та Новоград-Волинської міської ради (1.06.1935 р.).

### Населення
Кількість населення ради, станом на 1923 рік, становила 1 347 осіб, кількість дворів — 251.
Кількість населення сільської ради, станом на 1924 рік, становила 1 499 осіб.
Відповідно до результатів перепису населення 1989 року, кількість населення ради, станом на 1 грудня 1989 року, складала 2 307 осіб.
Станом на 5 грудня 2001 року, відповідно до перепису населення України, кількість мешканців сільської ради складала 1 877 осіб.